# Ignacio Bosque
Ignacio Bosque Muñoz (ur. 6 sierpnia 1951 w Isso, prowincja Albacete) – hiszpański językoznawca, leksykograf, profesor filologii hiszpańskiej na Uniwersytecie Complutense w Madrycie. Członek Królewskiej Akademii Hiszpańskiej (wybrany 4 maja 1995, od 1 czerwca 1997 zajmuje krzesło oznaczone literą t), w której pełni funkcję sprawozdawcy Komisji Gramatycznej.

## Życiorys
Na Uniwersytecie Autonomicznym w Madrycie był uczniem Fernando Lázaro Carretera, który go przybliżył do gramatyki generatywnej, a później zaproponował na stanowisko profesora. W latach 1974–1975 studiował również w Uniwersytecie Berkeley, gdzie pogłębiał swoje studia dotyczące semantyki i pragmatyki. Od 1982 roku jest profesorem języka hiszpańskiego na Uniwersytecie Complutense w Madrycie. Otrzymał doktoraty honoris causa kilku uniwersytetów. Między innymi w Alicante, argentyńskiego w Córdobie, Universidad Americana w Managui (Nikaragua) i Universidad Nacional de Rosario w Argentynie. Jest członkiem korespondentem Panamanian Academy of Language i Academii Europaea. 4 maja 1995 roku został wybrany członkiem Królewskiej Akademii Hiszpańskiej. Podczas uroczystości przyjęcia do Akademii 1 czerwca 1997 roku wygłosił przemowę Niekończące się poszukiwania. O wizji gramatyki u Salvadora Fernándeza Ramíreza. W latach 1999–2003 i 2007–2011 należał do Rady Zarządzającej Akademii. Meksykański lingwista José Moreno de Alba nazwał go „najlepszym gramatykiem języka hiszpańskiego”.

## Twórczość
Jego dorobek obejmuje liczne artykuły i książki poświęcone gramatyce języka hiszpańskiego. Jest znawcą zarówno gramatyki generatywnej, jak i tradycyjnej. Zwraca szczególną uwagę na relacje pomiędzy leksyką a składnią. W 1999 opublikował wspólnie z Violetą Demonte Gramatykę opisową języka hiszpańskiego (Gramática descriptiva de la lengua española), 3-tomowe dzieło. Jest to najobszerniejsze i najdokładniejsze dzieło referencyjne dotyczące składni i morfologii tego języka. Był on również koordynatorem Nowej gramatyki języka hiszpańskiego (Nueva gramática de la lengua española) opublikowanej w 2009. Jest to pierwsza gramatyka normatywna wydana przez Królewską Akademię Hiszpańską od 1931 r. i przedstawia wynik 11 lat pracy 22 Akademii Języka Hiszpańskiego.